# 千代水村
千代水村（ちよみそん）は、鳥取県気高郡にあった自治体である。1896年（明治29年）3月31日までは高草郡に属した。

## 概要
千代川下流の低地に位置し、村名はこの川に由来した。命名は合併当時の秋里村村会議員で後に村長も務めた木下秀次郎の発案と言われる。
米や麦を主産業とする水田地帯で、藩政時代は藍の栽培も盛んであったが、明治中頃から桑園が導入され養蚕業が副業となった。
明治の初めは賀露村に設置された高草郡賀露村外六ヶ村連合戸長役場の管轄となっていたが、町村制施行の際、貧乏な賀露と別れようとの話し合いで賀露を除いた6ヶ村が合併して成立した。
しばしば大洪水に悩まされ、1893年（明治26年）、1912年（大正元年）、1918年（同7年）、1923年（同12年）は特に被害が大きかった。そのため東方向に大きく蛇行していた千代川を秋里から河口へ直流させる河川改修工事が1926年（大正15年）に着工され、1931年（昭和6年）完成し通水した。これにより洪水被害は無くなったが村内の耕地は78町歩が失われ、また村域のうち江津と秋里（一部）が同川左岸から右岸に位置するようになった。
鳥取市に近接することからしばしば合併の話が上がったが、財政的に自立容易の立場だったため実現せず、1953年（昭和28年）の15ヶ村合併まで行われなかった。

## 沿革
- 元禄14年（1701年） - 賀露村から枝郷の晩稲村と南隈村を分村する[5]。
- 1883年（明治16年） - 賀露村の連合戸長役場の管轄区域となる。
- 1889年（明治22年）10月1日 - 町村制の施行により、徳吉村・安長村・秋里村・江津村・晩稲村・南隈村が合併して村制施行し、千代水村が発足。旧村名を継承した6大字を編成し、役場を大字秋里村に設置[3][6]。
- 1896年（明治29年）4月1日 - 郡制の施行により、高草郡・気多郡の区域をもって気高郡が発足し、気高郡千代水村となる。
- 1915年（大正4年）1月1日 - 「千代水村大字○○村」から大字の「村」を削除し、「千代水村大字○○」と改称[7]。
- 1943年（昭和18年）9月10日 - 鳥取地震発生。村内でも家屋や小学校が倒壊[2]。
- 1953年（昭和28年）7月1日 - 鳥取市に編入。同日千代水村廃止[8]。日進小学校で合併式典が挙行される[2]。

## 合併後
村制時の6大字（徳吉・安長・秋里・江津・晩稲・南隈）は合併後に鳥取市の大字として継承されたが、その後以下のように変更された。
- 1969年（昭和44年） - 商業卸センター設立により秋里・安長の各一部から商栄町を[9]、秋里および丸山町・田島の各一部から松並町1〜3丁目（千代川堤防上の松林に由来）を起立[10]。
- 1976年（昭和51年） - 湖山貨物駅化事業により石油基地が建設され商工業地区として開発が進んだことにより徳吉・安長および岩吉（旧松保村）の各一部から五反田町を起立[11]。
- 1991年（平成3年） - 秋里・安長・岩吉などの各一部から旧村名を冠した千代水1〜4丁目を起立[12]。
- 1994年（平成6年） - 安長・徳吉の各一部から緑ケ丘2〜3丁目および南安長2〜3丁目を起立[13]。
- 2012年（平成24年）11月1日 - 秋里のうち、千代川西岸かつ鳥取バイパス以南（かつての役場・小学校所在地）が商栄町に変更[14]。
- 2013年（平成25年）2月27日 - 秋里のうち、千代川西岸の残部が南隈に変更[15]、これにより川を挟んで東西に分かれていた秋里は東側に一本化された。

また千代水公民館は千代水小学校区を基盤として組織されていたが、1962年に学校の統廃合により城北公民館へと移管された。しかし地元住民の要望により1981年に城北公民館分館「千代水会館」として現在地に建設され、1994年（平成6年）に千代水地区公民館へと独立した。現在の千代水地区公民館は安長・安長団地・安長扇町・商栄町・緑ヶ丘3丁目・グリーンガーデン安長・リバーサイド安長の7地区を対象地区としている。

## 行政

### 歴代戸長・村長
| 代         | 氏名         | 就任年月日                 | 退任年月日                 | 出身   | 備考                                                    |
| ---------- | ------------ | -------------------------- | -------------------------- | ------ | ------------------------------------------------------- |
| 初         | 不詳         | 1873年（明治6年）          | 不詳                       | -      | 戸長                                                    |
| 2          | 西垣善次郎   | 1879年（明治12年）2月      | 不詳                       | 安長   | 戸長                                                    |
| 3          | 森本甚三郎   | 1880年（明治13年）3月      | 不詳                       | -      | 戸長                                                    |
| 4          | 中山定次郎   | 1880年（明治13年）9月      | 1893年（明治26年）11月19日 | 安長   | 高草郡賀露村外六ヶ村戸長 町村制施行後、千代水村長となる |
| 5          | 波當根和七郎 | 1893年（明治26年）12月21日 | 1894年（明治27年）4月頃    | 江津   |                                                         |
| 6          | 西尾嶺治     | 1894年（明治27年）5月7日   | 1896年（明治29年）7月20日  | -      |                                                         |
| 7          | 木下秀次郎   | 1896年（明治29年）8月22日  | 1900年（明治33年）3月12日  | 秋里   |                                                         |
| 8          | 深田仲蔵     | 1900年（明治33年）3月30日  | 1901年（明治34年）4月10日  | 安長   |                                                         |
| 9          | 奥村禎次郎   | 1901年（明治34年）9月16日  | 1901年（明治34年）11月11日 | -      |                                                         |
| 10         | 堀尾義隆     | 1901年（明治34年）12月21日 | 1902年（明治35年）7月28日  | -      |                                                         |
| 11         | 荒尾成美     | 1903年（明治36年）9月10日  | 1904年（明治37年）4月23日  | -      |                                                         |
| 12         | 田淵文吉     | 1904年（明治37年）8月11日  | 1906年（明治39年）12月1日  | -      |                                                         |
| 13         | 平尾藤三郎   | 1906年（明治39年）12月24日 | 1921年（大正10年）10月20日 | 安長   |                                                         |
| 14         | 西脇亀太郎   | 1921年（大正10年）12月7日  | 1923年（大正12年）3月9日   | 徳吉   |                                                         |
| 15         | 岸本万英     | 1923年（大正12年）3月24日  | 1927年（昭和2年）3月23日   | 湖山村 |                                                         |
| 16         | 山形長太郎   | 1927年（昭和2年）4月26日   | 1946年（昭和21年）11月14日 | 秋里   |                                                         |
| 17         | 森本貞保     | 1947年（昭和22年）4月8日   | 1951年（昭和26年）4月      | 安長   |                                                         |
| 18         | 森下友五郎   | 1951年（昭和26年）4月      | 1953年（昭和28年）6月30日  | 晩稲   |                                                         |
| 参考文献 - |              |                            |                            |        |                                                         |

## 教育
- 千代水村立千代水小学校（後に鳥取市立千代水小学校となり、現在は鳥取市立城北小学校）
- 中学校は湖山村の湖東中学校区

## 交通
鳥取市との交通は旧藩時代から明治にかけては水路による舟便が利用され、特に秋里・江津は鳥取市と港のある賀露村の中間に位置し、舟の往還で賑わった。

### 鉄道
- 山陰本線：村域の南側を通るが駅は無し（最寄りは湖山駅）

### 道路
- 賀露街道: 秋里・南隈を通って賀露に通ずる道路
- 伯耆街道（米子往来）：地内安長を東西に通過
- 八千代橋：秋里から安長に架けられた橋。伯耆街道「安長の渡し」に代わるものとして最初の橋は明治5年（1872年）架橋。1931年（昭和6年）1月13日に千代川の川筋の付替工事に伴い永久橋が竣工し渡り初め式が行われる。その後国道9号（現在の県道318号）の橋となる[2][17]。